# Arthur Berry
Arthur Berry (Liverpool, 3 gennaio 1888 – Liverpool, 15 marzo 1953) è stato un calciatore inglese, di ruolo attaccante.

## Biografia
Si è laureato in legge ad Oxford. Ha concluso la propria carriera da calciatore nel 1914, per esercitare l'attività di avvocato. Durante la prima guerra mondiale ha prestato servizio come aiutante dei fucilieri del Lancashire.

## Caratteristiche tecniche
Era un'ala destra.

## Carriera

### Club
Ha iniziato la propria carriera nel 1906, nelle file del Wrexham. Nel 1907 è passato al Liverpool, club di cui era presidente il padre Edwin. Durante la prima stagione con i Reds ha giocato nella formazione riserve, per poi essere integrato nella rosa della prima squadra. L'esordio in First Division è avvenuto l'11 aprile 1908, in Newcastle Utd-Liverpool (3-1). Nella stagione 1908-1909 ha giocato due incontri in campionato con la maglia dei Reds. Nel settembre del 1909 è passato al Fulham. Nel febbraio del 1910 si è poi trasferito all'Everton. Ha militato nelle Toffees per due stagioni ed ha collezionato, in totale, 29 presenze e 7 reti in incontri di campionato. Nel giugno del 1912 è tornato al Liverpool. Il nuovo debutto con la maglia dei Reds è avvenuto il 14 ottobre 1912, in Sheffield Utd-Liverpool (4-1). Ha concluso la propria carriera nel 1914, dopo aver militato per una stagione nelle file del Wrexham.

### Nazionale
Con la maglia del Regno Unito ha ottenuto l'oro alla IV Olimpiade e alla V Olimpiade. Ha complessivamente ottenuto, nelle due competizioni, 5 presenze e due reti. Fra il 1908 e il 1913, inoltre, ha giocato 27 partite amichevoli con la Nazionale inglese dilettanti. Il 13 febbraio 1909 ha disputato il suo unico incontro con la Nazionale inglese professionistica, cioè l'amichevole Inghilterra-Irlanda del Nord (4-0).

## Palmarès

### Club

#### Competizioni regionali
- Liverpool Seniors Cup: 2

Everton: 1910, 1911

#### Competizioni nazionali
- Coppa del Galles: 1

Wrexham: 1913-1914

### Nazionale
- Oro olimpico: 2

Londra 1908, Stoccolma 1912